# Diocesi di Žilina
La diocesi di Žilina (in latino Dioecesis Žilinensis) è una sede della Chiesa cattolica in Slovacchia suffraganea dell'arcidiocesi di Bratislava. Nel 2022 contava 405.870 battezzati su 555.882 abitanti. È retta dal vescovo Tomáš Galis.

## Territorio

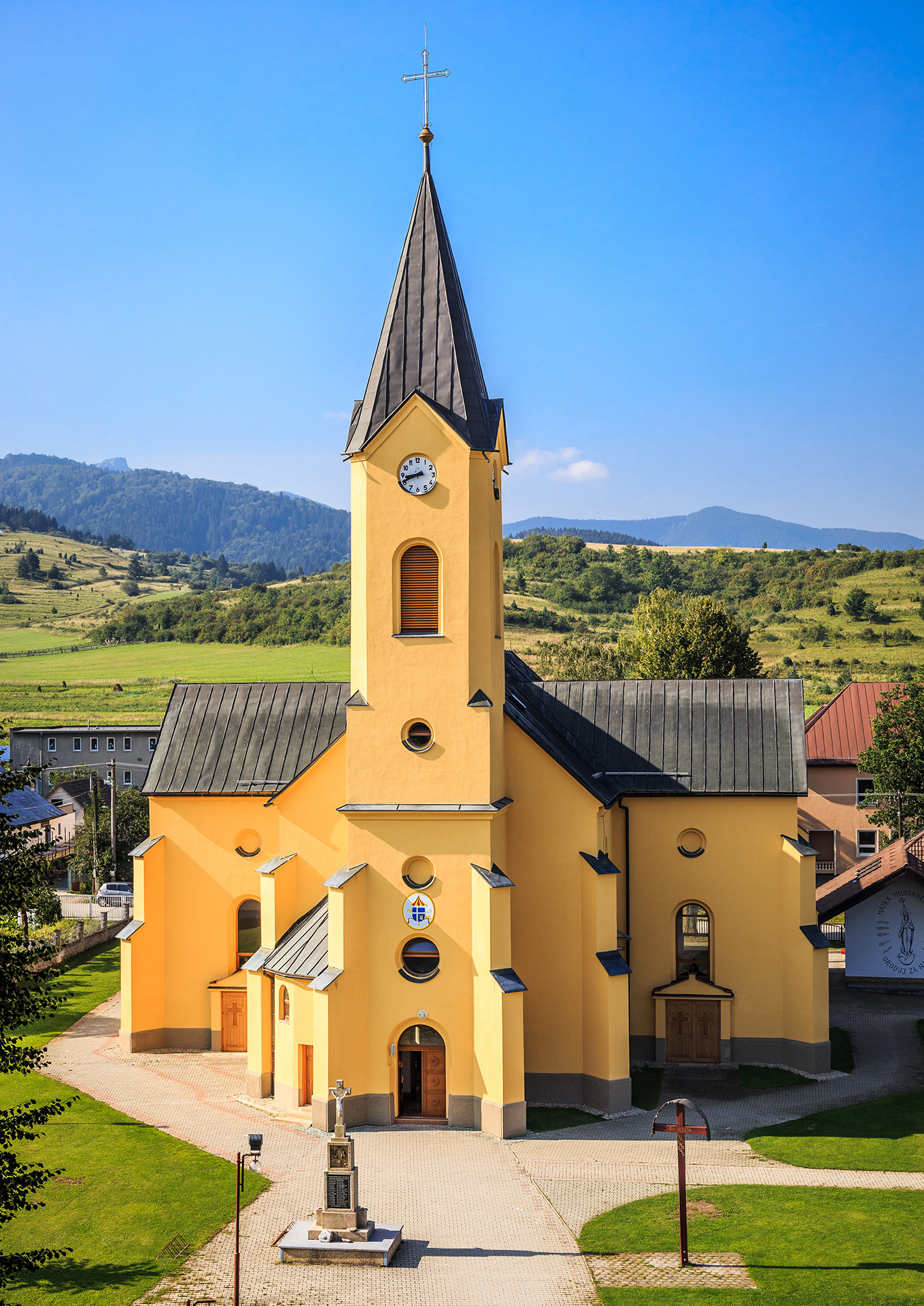
La basilica minore della Natività della Vergine Maria di Rajecká Lesná.

La diocesi comprende i distretti di Bytča, Čadca, Kysucké Nové Mesto, Martin, Turčianske Teplice e Žilina nella regione di Žilina e i distretti di Ilava, Považská Bystrica e Púchov nella regione di Trenčín.
Sede vescovile è la città di Žilina, dove si trova la cattedrale della Santissima Trinità (Katedrála Najsvätejšej Trojice). A Rajecká Lesná sorge la basilica minore della Natività della Vergine Maria.
Il territorio è suddiviso in 12 decanati e 112 parrocchie.

## Storia
La diocesi è stata eretta il 14 febbraio 2008 con la bolla Slovachiae sacrorum di papa Benedetto XVI, ricavandone il territorio dalle diocesi di Banská Bystrica e di Nitra.
Il 12 ottobre 2009 la Congregazione per il culto divino e la disciplina dei sacramenti ha confermato i santi Cirillo e Metodio patroni principali della diocesi.

## Cronotassi dei vescovi
Si omettono i periodi di sede vacante non superiori ai 2 anni o non storicamente accertati.
- Tomáš Galis, dal 14 febbraio 2008

## Statistiche
La diocesi nel 2022 su una popolazione di 555.882 persone contava 405.870 battezzati, corrispondenti al 73,0% del totale.
| anno | popolazione | popolazione | popolazione | presbiteri | presbiteri | presbiteri | presbiteri                | diaconi | religiosi | religiosi | parrocchie |
| anno | battezzati  | totale      | %           | numero     | secolari   | regolari   | battezzati per presbitero | diaconi | uomini    | donne     | parrocchie |
| ---- | ----------- | ----------- | ----------- | ---------- | ---------- | ---------- | ------------------------- | ------- | --------- | --------- | ---------- |
| 2008 | 479.410     | 592.457     | 80,9        | 191        | 158        | 33         | 2.510                     | 3       | 46        | 92        | 98         |
| 2010 | 484.111     | 593.712     | 81,5        | 237        | 185        | 52         | 2.042                     | 3       | 76        | 159       | 98         |
| 2014 | 484.200     | 592.200     | 81,8        | 233        | 181        | 52         | 2.078                     | 2       | 73        | 147       | 108        |
| 2017 | 485.300     | 593.600     | 81,8        | 240        | 189        | 51         | 2.022                     | 2       | 79        | 126       | 109        |
| 2020 | 409.160     | 560.400     | 73,0        | 237        | 190        | 47         | 1.726                     | 2       | 66        | 127       | 112        |
| 2022 | 405.870     | 555.882     | 73,0        | 229        | 180        | 49         | 1.772                     | 2       | 64        | 128       | 112        |